# Rinnegata
Rinnegata (Renegade Girl) è un film western del 1946 diretto da William A. Berke.
Protagonista del film è Ann Savage, regina dei B-movie degli anni quaranta e avvezza a recitare ruoli di femme fatale e di donna maledetta. La pellicola segue la falsariga dei film sugli eroi fuorilegge, cara alla cinematografia statunitense di quegli anni, ispirandosi al mito del bandito Jesse James.

## Trama
Jean Shelby è una ragazza del profondo sud, agli inizi della Guerra di secessione americana. Suo fratello, appartenente alla famigerata Banda Quantrill, storicamente esistita e dedita ad azioni di sabotaggio contro le forze unioniste, viene braccato dagli Stati Confederati d'America. Tuttavia il fratello viene ucciso da un capo indiano, Nuvola Bianca, che decide di eliminare tutta la famiglia di Jean e la ferisce gravemente. La ragazza viene soccorsa dal capitano yankee Fred Raymond del quale ella si innamora.
Dopo un anno di convalescenza, Jean si rimette all'inseguimento dell'assassino dei suoi familiari, e, per far questo, si allea con i superstiti della Banda Quantrill, stringendo con loro un accordo: Jean farà parte della banda se la banda l'aiuterà a vendicarsi di Nuvola Bianca; la ragazza sposerà l'assassino materiale del capo indiano. Il bandito Jerry Long è innamorato di Jean che però continua a respingerlo. Anche gli altri membri della banda sono attratti dalla ragazza: spinti dalla sua promessa si elimineranno a vicenda l'un l'altro in una sparatoria, nella quale sopravvive Jerry Long.
Dopo essere fuggita dai banditi, Jean viene soccorsa da una pattuglia di soldati che la porteranno dal capitano Raymond al quale confesserà il suo amore. Tuttavia Jean è ossessionata dalla sua sete di vendetta e, pur avendo ricevuto una promessa di matrimonio dal capitano, fugge nuovamente e raggiunge finalmente Nuvola Bianca, che riesce ad uccidere in una concitata sparatoria dove anche lei rimane ferita a morte, spirando fra le braccia del suo amato capitano, giunto troppo tardi in suo soccorso.